# Direção-Geral da Saúde
A Direção-Geral da Saúde (AO 1945: Direcção-Geral da Saúde) ou DGS é a  autoridade de saúde do governo português, que funciona como um serviço do Ministério da Saúde, mas é dotado como uma  autonomia administrativa. A sua função é regulamentar, orientar e coordenar as actividades de promoção da saúde e de prevenções  de doenças, além das definições das condições técnicas para adequada prestação de cuidados de saúde.
O cargo de Diretor-Geral da Saúde foi ocupado interinamente entre 1 de agosto de 2023 e 30 de outubro de 2023 por André Peralta Santos após a reforma da Graça Freitas.
A médica Rita Sá Machado assumiu a função de diretora-geral da Saúde a 1 de novembro de 2023

## História
A Direção-Geral de Saúde foi fundada por Decreto a 4 de outubro de 1899, com o nome de Direção-Geral de Saúde e Beneficência Pública, fruto da necessidade de combater um surto de peste bubónica que nesse ano assolou a cidade do Porto. Tinha por principal propósito melhorar a defesa contra futuras epidemias.
Em 1911, a reorganização dos Serviços de Saúde e Higiene em Portugal, determinaram a autonomização da saúde portuguesa face à beneficência pública e ao secularismo, dando lugar à Direção-Geral de Saúde com o objetivo da resolução e do expediente dos serviços de saúde publica.
Já na segunda metade do século XX, a Direção-Geral da Saúde, ganhando outro estatuto e dimensão, passa a gozar de maior dignidade e reconhecimento, concentrando em si um papel de orientador, fiscalizador e disciplinador em matéria de saúde e higiene social.
Em 1971, com a marcante reforma dos Serviços de Saúde vertida no Decreto-Lei n.º 413 de 27 de setembro, nasce uma nova etapa na história da Saúde em Portugal. Elegem-se como prioridades a promoção da saúde e a prevenção da doença. Nesta reforma, distinguem-se Francisco Gonçalves e Arnaldo Sampaio.
No quadro da Constituição da República, surge, em 1976, o Serviço Nacional de Saúde (SNS), um serviço universal, geral e gratuito. António Arnault destaca-se como impulsionador da Lei que criou o SNS.
- Diretores-Gerais da DGS - Documento integral em PDF
- 120 anos a proteger a Saúde - Timeline da DGS 1899-2019

## Missão
A atual Lei Orgânica da Direção-Geral da Saúde reforçou as suas atribuições, que passaram a incluir as atribuições anteriormente cometidas ao Alto Comissariado da Saúde, bem como as atribuições da Autoridade para os Serviços do Sangue e da Transplantação nos domínios da qualidade, da segurança e da autorização de unidades, serviços e processos em relação às actividades de dádiva, colheita, análise, processamento, preservação, armazenamento e distribuição de sangue humano, de componentes sanguíneos, de órgãos, tecidos e células de origem humana.

### Missão
Regulamentar, orientar e coordenar as atividades de promoção da saúde e prevenção da doença, definir as condições técnicas para adequada prestação de cuidados de saúde, planear e programar a política nacional para a qualidade no sistema de saúde, bem como assegurar a elaboração e execução do Plano Nacional de Saúde e, ainda, a coordenação das relações internacionais do Ministério da Saúde.

### Atribuições
- a) Emitir normas e orientações, quer clínicas quer organizacionais, desenvolver e promover a execução de programas em matéria de saúde pública e para melhoria da prestação de cuidados em áreas relevantes da saúde, nomeadamente nos cuidados de saúde primários, hospitalares, continuados e paliativos;
- b) Coordenar e assegurar a vigilância epidemiológica de determinantes da saúde e de doenças transmissíveis e não transmissíveis, bem como os sistemas de alerta e resposta apropriada a emergências de saúde pública, a nível nacional e a respetiva contribuição no quadro internacional;
- c) Garantir a produção e divulgação de informação adequada no quadro do sistema estatístico nacional, designadamente estatísticas de saúde, sem prejuízo das competências do Instituto Nacional de Estatística, I. P.;
- d) Assegurar a elaboração e a execução do Plano Nacional de Saúde, coordenando, a nível nacional, a definição e o desenvolvimento de programas de saúde, com base num sistema integrado de informação, articulando com os demais serviços e organismos do sistema de saúde;
- e) Apoiar a definição das políticas, prioridades e objetivos do Ministério da Saúde e promover a procura de ganhos em saúde, assegurando a melhor articulação entre os diversos serviços e organismos;
- f) Acompanhar a execução das políticas e programas do Ministério da Saúde, bem como elaborar, difundir e apoiar a criação de instrumentos de planeamento, acompanhamento e avaliação, sem prejuízo das competências da Administração Central do Sistema de Saúde, I. P., em matéria de planeamento económico-financeiro e de recursos humanos;
- g) Promover e coordenar o desenvolvimento, implementação e avaliação de instrumentos, atividades e programas de segurança dos doentes e de melhoria contínua da qualidade clínica e organizacional das unidades de saúde;
- h) Analisar, certificar e divulgar a qualidade da prestação dos cuidados de saúde primários, hospitalares, continuados e paliativos;
- i) Exercer as funções de autoridade competente, designadamente autorizando unidades, serviços e processos, no domínio do controlo da qualidade e da segurança das atividades relativas à dádiva, colheita, análise, processamento, preservação, armazenamento e distribuição de sangue humano, de componentes sanguíneos, de órgãos, tecidos e células de origem humana, sem prejuízo da articulação com a Inspeção-Geral das Atividades em Saúde, em matéria de fiscalização e inspeção;
- j) Regulamentar e controlar o cumprimento dos padrões de qualidade e segurança das atividades relativas à dádiva, colheita, análise, processamento, preservação, armazenamento e distribuição de sangue humano, de componentes sanguíneos, de órgãos, tecidos e células de origem humana;
- l) Assegurar a monitorização e o controlo, através de uma base de dados central uniformizada, da informação relativa aos apoios financeiros concedidos no âmbito do regime de atribuição de apoios financeiros pelo Estado no domínio da saúde;
- m) Propor, anualmente, ao membro do Governo responsável pela área da saúde, a fixação do montante disponível para cada programa de apoio, por área de intervenção e âmbito territorial, nacional ou regional, ouvidos os dirigentes máximos dos serviços e organismos competentes em razão da matéria;
- n) Coordenar a atividade do Ministério da Saúde no domínio das relações europeias e internacionais, assegurando a sua articulação com os serviços do Ministério dos Negócios Estrangeiros no âmbito das suas atribuições próprias, garantindo a coerência das intervenções operacionais dos serviços e organismos do Ministério da Saúde;
- o) Coordenar a gestão das crises alimentares em situação de risco grave para a saúde humana que não possa ser assegurada através da atuação isolada das autoridades competentes para o controlo oficial na área alimentar.

No desenvolvimento da sua missão, a DGS prossegue ainda as seguintes atribuições, a nível nacional, para além das que lhe sejam conferidas por legislação própria:
- a) Apoiar o diretor -geral da Saúde no exercício das suas competências de autoridade de saúde nacional, nos termos previstos na lei;
- b) Acompanhar a exploração do Centro de Atendimento do Serviço Nacional de Saúde (CASNS), em articulação com as Administrações Regionais de Saúde, I. P.;
- c) Colaborar, no âmbito do planeamento de emergências de saúde, com o Instituto Nacional de Emergência Médica, I. P., nos termos da Lei n.º 81/2009, de 21 de Agosto.

## Lista de diretores-gerais da Saúde
| Nº | Lista de Directores-Gerais de Saúde        | Data        | Notas |
| -- | ------------------------------------------ | ----------- | ----- |
| 1  | João Ferraz de Macedo                      | (1901–1911) |       |
| 2  | Ricardo de Almeida Jorge                   | (1911–1928) |       |
| 3  | José Alberto de Faria                      | (1928–1946) |       |
| 4  | Augusto da Silva Travassos                 | (1946–1963) |       |
| 5  | Maria Luísa de Saldanha da Gama Van Zeller | (1963–1971) |       |
| 6  | Cristiano Rodrigues Nina                   | (1971–1974) |       |
| 7  | António Arnaldo de Carvalho Sampaio        | (1974–1978) |       |
| 8  | José Pissara Xavier Lopes Dias             | (1978–1981) |       |
| 9  | Luís António Feyo do Prado Quintino        | (1981–1984) |       |
| 10 | António José Nazaré Vaz                    | (1984–1985) |       |
| 11 | José Florêncio Botelho Castel-Branco       | (1985)      |       |
| 12 | José Luís Chagas Henriques de Jesus        | (1986–1988) |       |
| 13 | José dos Santos Bandeira Costa             | (1988–1993) |       |
| 14 | Delfim Pereira Neto Rodrigues              | (1993–1994) |       |
| 15 | João Manuel Nunes de Abreu                 | (1994–1997) |       |
| 16 | Constantino Theodor Sakellarides           | (1997–1999) |       |
| 17 | José Luís Castanheira dos Santos           | (1999–2001) |       |
| 18 | José Manuel Domingos Pereira Miguel        | (2001–2005) |       |
| 19 | Francisco Henriques Moura George           | (2005–2017) |       |
| 20 | Maria da Graça Gregório de Freitas         | (2017–2023) |       |
| 21 | André Peralta Santos                       | (2023–2023) |       |
| 22 | Rita Sá Machado                            | (2023-)     |       |